# Neopetrosia seriata
Neopetrosia seriata är en svampdjursart som först beskrevs av Jörn Hentschel 1912.  Neopetrosia seriata ingår i släktet Neopetrosia och familjen Petrosiidae. Inga underarter finns listade i Catalogue of Life.